# Duckwater
Duckwater é uma área não incorporada no condado de Nye, estado do Nevada, nos Estados Unidos.
Duckwater fica localizada na zona central do estado do Nevada, a sensivelmente a mesma latitude que Sacramento na Califórnia. Fica na posta leste da   Duckwater Indian Reservation, próximo das Red Mountain Wilderness.  Fica a cerca de 322 quilómetros de Las Vegas a sul-sudeste.
Duckerwater tinha uma população de 228 habitantes em 2010. Algumas das principais ruas da localidade são   "Meadow Road", "Duckwater Falls", and "Sugarshack Road". O aeroporto mais próximo é o Aeroporto de Ely em Ely. Duckwater situa-se a uma altitude de 1.670 m w tem uma área de 11,257 km2.
Na área de Duckwater, a maioria das pessoas vivem dos ranchos, da perfuração e refinação de petróleo ou trabalhando na Administração Local no  Duckwater Shoshone Tribal Offices.